# Ocnobius
Ocnobius is een geslacht van wandelende takken uit de familie Bacillidae. De wetenschappelijke naam van dit geslacht is voor het eerst voorgesteld door Josef Redtenbacher in een publicatie uit 1906. 
Dit geslacht is monotypisch, dat wil zeggen dat het maar één soort heeft namelijk Ocnobius lobulatus Redtenbacher, 1906 die in Tanzania voorkomt.